# パージ:アナーキー
『パージ:アナーキー』（原題：The Purge: Anarchy）は、ジェームズ・デモナコ監督・脚本による2014年のアメリカ合衆国・フランス合作のアクション・ホラー映画。2013年に公開された映画『パージ』の続編である。

## あらすじ
2010年代の経済崩壊ののち、アメリカ合衆国は「新しいアメリカ建国の父たち」が治めている。そこでは1年に1晩だけ、19時から翌日7時までのあいだ、殺人を含む全ての犯罪が合法となり、警察、消防、救急医療のサービスが停止される。この制度はパージと呼ばれ、犯罪率と失業率の低下に貢献している。カタルシスをもたらすものとして一般には捉えられているが、実際には貧困層や貧困地域をターゲットとする人工的な人口調節であった。
2023年3月21日のロサンゼルス。数時間後に始まる今年のパージに備えて、人々は暴力行為のために武装したり、騒乱から身を守るために自宅を厳重に施錠したりしている。一方、反パージ集団はテレビをハッキングし、リーダーのカルメロ（マイケル・K・ウィリアムズ）が人々に抵抗を呼びかけている。警察官のレオ（フランク・グリロ）は、飲酒運転で息子の命を奪ったウォーレン・グラス（ブランドン・キーナー）への復讐を胸に誓い、重武装して町へ出る。
ウェイトレスのエヴァ（カーメン・イジョゴ）が娘のカリ（ゾーイ・ソウル）とともに自宅のアパートメントを施錠している中、同居する父のパパ・リコ（ジョン・ビーズリー）が2人に気づかれないようにアパートメントを抜け出してゆく。富裕層によるパージに病身の彼が身を差し出すことにより、10万ドルがエヴァたちの銀行口座に振り込まれることになる。そのことを置き手紙で知ったエヴァとカリが悲しみに暮れていたところ、武装集団が部屋へ押し入ってくる。
シェーン（ザック・ギルフォード）と妻のリズ（キエレ・サンチェス）はシェーンの姉の家へ向かっている。スーパーマーケットに立ち寄ったのち、駐車場へ戻った2人はギャングの冷やかしを受ける。2人は急いで立ち去るが、まもなく車が故障したことにより、徒歩での移動を余儀なくされる。
エヴァとカリが武装集団に誘拐され、トラックに乗せられそうになっているところへ、レオが通りかかる。必死に抵抗する2人の姿を見たレオは、武装集団を次々と射殺する。レオが2人を連れて車へ戻ると、後部座席にはシェーンとリズが乗り込んでいた。レオはシェーンとリズを追い出そうとするが、武装集団のリーダーのビッグ・ダディ（ジャック・コンレイ）が発砲してきたため、仕方なく4人を乗せたまま車を走らせる。ビッグ・ダディの銃弾を受けた車は数ブロック先で停止し、レオは4人に銃を1丁ずつ手渡して別れようとする。しかし、同僚のターニャに車を借りられるというエヴァの言葉を信じて、レオは4人と同行する。
5人は無事にターニャのアパートメントへ到着するが、エヴァは、ターニャから借りられる車があるというのは嘘だったとレオに告げる。そんな折、ターニャの妹のロレイン（ロバータ・バルデラマ）が、夫とターニャの不倫に業を煮やし、家族に向けて発砲する。5人は命からがらアパートメントから脱出するが、ギャングに捕らえられてしまう。
ギャングは5人を劇場へ連行する。そこでは富裕層によるパージが行われようとしていた。暗闇の中、暗視ゴーグルを装着した富裕層の参加者が5人に向けて発砲する。レオたちは必死で反撃をつづけるが、シェーンが命を落とす。万事休すかと思われた瞬間、カルメロ率いる反パージ集団が現れ、参加者や警備員を射殺し、レオたちを救う。シェーンの死に憤るリズは反パージ集団と残ることになり、レオとエヴァとカリは富裕層の車に乗り、その場をあとにする。
レオたちを乗せた車がウォーレンの家の前に停まる。エヴァとカリを車中に残し、家に侵入したレオは、寝室で寝ていたウォーレンと妻に襲いかかるが、彼を許すことにする。レオは、家から出てきたところをビッグ・ダディに撃たれる。倒れ落ちたレオはビッグ・ダディに1つの真実を知らされる。パージによる下層階級の削減が十分ではないと判断した政府は、秘密裏に暗殺部隊を送り出しているのだという。ビッグ・ダディはレオに銃口を向けるが、家から出てきたウォーレンの発砲により絶命する。そこへ暗殺部隊が現れて、ウォーレンたちと一触即発の状態になるが、パージ終了を告げるサイレンが鳴り、暗殺部隊は引き上げる。エヴァとカリとウォーレンは、負傷したレオを車に乗せ、病院へ連れて行く。

## キャスト
※括弧内は日本語吹替
- 警察官 / レオ・バーンズ - フランク・グリロ（咲野俊介）
- エヴァ・サンチェス - カーメン・イジョゴ（斎藤恵理）
- シェーン - ザック・ギルフォード（四宮豪）
- リズ - キエレ・サンチェス（坂井恭子）
- カリ - ゾーイ・ソウル（英語版）（合田絵利）
- ターニャ - ジャスティナ・マシャド
- パパ・リコ - ジョン・ビーズリー
- ビッグ・ダディ - ジャック・コンレイ（英語版）
- ディエゴ - ノエル・G
- バーニー - カストゥーロ・ゲッラ
- カルメロ - マイケル・K・ウィリアムズ
- ストレンジャー - エドウィン・ホッジ
- ヤング・グール・フェイス - ラキース・スタンフィールド
- ロレイン - ロバータ・バルデラマ（英語版）
- ウォーレン・グラス - ブランドン・キーナー

## 評価
Metacriticでは、32件のレヴューで平均値は50点だった。Rotten Tomatoesでは、22件のレヴューで平均値は5.4点、支持率は56%だった。